# Bad Badtz-Maru
Bad Badtz-Maru är en figur som ingår i en serie figurer som marknadsförs av det japanska företaget Sanrio. Badtz-Maru är en pingvin.